# Koreocobitis
Koreocobitis este un gen de pești care aparține familiei Cobitidae. Peștii din acest gen sunt răspândiți în Peninsula Coreeană.

## Specii
Există două specii recunoscute care aparțin acestui gen:
- Koreocobitis naktongensis I. S. Kim, J. Y. Park & Nalbant, 2000
- Koreocobitis rotundicaudata (Wakiya & T. Mori, 1929)